# Municipio de Higginson
El municipio de Higginson (en inglés: Higginson Township) es un municipio ubicado en el condado de White en el estado estadounidense de Arkansas. En el año 2010 tenía una población de 1213 habitantes y una densidad poblacional de 30,05 personas por km².

## Geografía
El municipio de Higginson se encuentra ubicado en las coordenadas 35°10′50″N 91°42′57″O / 35.18056, -91.71583. Según la Oficina del Censo de los Estados Unidos, el municipio tiene una superficie total de 40.36 km², de la cual 40,36 km² corresponden a tierra firme y (0 %) 0 km² es agua.

## Demografía
Según el censo de 2010, había 1213 personas residiendo en el municipio de Higginson. La densidad de población era de 30,05 hab./km². De los 1213 habitantes, el municipio de Higginson estaba compuesto por el 90,11 % blancos, el 1,73 % eran afroamericanos, el 0,25 % eran amerindios, el 0,58 % eran asiáticos, el 5,36 % eran de otras razas y el 1,98 % eran de una mezcla de razas. Del total de la población el 7,25 % eran hispanos o latinos de cualquier raza.